# 100 visages
Albums de Leto
Virus: avant l'album
(2020) 17%
(2021)
100 visages est le premier album studio de Leto sorti le 28 août 2020. Il contient 17 titres.

## Liste des pistes
| Édition standard | Édition standard                 | Édition standard                  | Édition standard | Édition standard | Édition standard | Édition standard | Édition standard | Édition standard | Édition standard |
| No               | Titre                            | Compositeur(s)                    | Durée            |                  |                  |                  |                  |                  |                  |
| ---------------- | -------------------------------- | --------------------------------- | ---------------- | ---------------- | ---------------- | ---------------- | ---------------- | ---------------- | ---------------- |
| 1.               | 100 visages                      | Dany Synthé                       | 3:19             |                  |                  |                  |                  |                  |                  |
| 2.               | Tristesse                        | Slime JR, VKKNG                   | 3:24             |                  |                  |                  |                  |                  |                  |
| 3.               | Charbon (feat. Booba)            | Guilty, HoloMobb, Boumidjal       | 3:21             |                  |                  |                  |                  |                  |                  |
| 4.               | Mélodie                          | Guilty, 9th Beatz                 | 3:29             |                  |                  |                  |                  |                  |                  |
| 5.               | Nicki                            | Guilty, Enigma Beats              | 3:22             |                  |                  |                  |                  |                  |                  |
| 6.               | Macaroni (feat. Ninho)           | TripleNBeat, Guilty, Nask         | 3:44             |                  |                  |                  |                  |                  |                  |
| 7.               | Mozart                           | Dany Synthé                       | 3:19             |                  |                  |                  |                  |                  |                  |
| 8.               | Paris c'est magique              | Wladimir Pariente, Junior Alaprod | 3:43             |                  |                  |                  |                  |                  |                  |
| 9.               | Big Money (feat. Lacrim)         | Yahmanny                          | 2:54             |                  |                  |                  |                  |                  |                  |
| 10.              | Trafiquants                      | DSK                               | 2:40             |                  |                  |                  |                  |                  |                  |
| 11.              | Gangsta                          | Guilty, Prof366or                 | 3:30             |                  |                  |                  |                  |                  |                  |
| 12.              | Nouveaux riches (feat. Niska)    | Guilty, SHK                       | 3:14             |                  |                  |                  |                  |                  |                  |
| 13.              | Détruire et aimer                | Guilty, Jojo SK                   | 2:45             |                  |                  |                  |                  |                  |                  |
| 14.              | T'es allée où ? (feat. Soolking) | Broken Back, Dany Synthé          | 2:57             |                  |                  |                  |                  |                  |                  |
| 15.              | Le Nord                          | Dany Synthé                       | 3:12             |                  |                  |                  |                  |                  |                  |
| 48:51            |                                  |                                   |                  |                  |                  |                  |                  |                  |                  |

| 16. | Jack Sparrow        | Yahmanny, Rayane Beats |  |
| 17. | Tiens le coup       | Enigma Beats, Guilty   |  |
| 18. | On ne regrette rien | Lawless Production     |  |

## Clips vidéos
- Paris c'est magique : 26 juin 2020
- Nouveaux riches (avec Niska) : 31 juillet 2020
- Mélodie : 28 août 2020
- Macaroni (avec Ninho) : 19 novembre 2020

## Titres certifiés en France
- Mélodie  Or [2]
- Macaroni (feat. Ninho)  Diamant [3]
- Paris c'est magique  Or [4]
- Nouveaux riches (feat. Niska)  Or [5]

## Classements et certifications

### Classements hebdomadaires
| Classements (2020)           | Meilleure position |
| ---------------------------- | ------------------ |
| France (SNEP)                | 3                  |
| Belgique (Flandre Ultratop)  | 50                 |
| Belgique (Wallonie Ultratop) | 4                  |
| Suisse (Schweizer Hitparade) | 13                 |

### Certifications
| Région                                                                                                 | Certification | Ventes/Streams |
| --- | ------------- | -------------- |
| France (SNEP)                                                                                          | Platine       | 100 000*       |
| *Ventes selon la certification ^Mise en rayon selon la certification xNon précisé par la certification |               |                |